# Pulutan (Nogosari)
Pulutan is een bestuurslaag in het regentschap Boyolali van de provincie Midden-Java, Indonesië. Pulutan telt 4580 inwoners (volkstelling 2010).